# Thalfang
Thalfang is een plaats in de Duitse deelstaat Rijnland-Palts, en maakt deel uit van de Landkreis Bernkastel-Wittlich.
Thalfang telt 1.795 inwoners. In 1815 werd hier de Joodse filosoof Samuel Hirsch geboren, vader van het Reform-Jodendom.

## Bestuur
De plaats is een Ortsgemeinde en maakt deel uit van de Verbandsgemeinde Thalfang am Erbeskopf.